# Hans Günter Michelsen
Hans Günter Michelsen (* 21. September 1920 in Hamburg; † 27. November 1994 in Riederau (Dießen am Ammersee)) war ein deutscher Dramatiker. 

## Leben und Wirken
Hans Günter Michelsens literarisches Thema war stets die Gefangenschaft des modernen Menschen in der Vergangenheit. Seine Stücke muten naturalistisch an und erinnern (entfernt) an die Dramatik Gerhart Hauptmanns. Aber auch Einflüsse von Samuel Beckett spiegeln sich in ihnen wider. In seinen Stücken geht es häufig um die innere Befindlichkeit von Soldaten aus dem Zweiten Weltkrieg, die in der Nachkriegszeit von ihrer Vergangenheit eingeholt werden.
Michelsen, der sich selbst bis 1949 in sowjetischer Kriegsgefangenschaft befand, leitete von 1960 bis 1962 die Pressestelle des Berliner Schillertheaters, bevor er als Autor mit dem 1955 geschriebenen  Stück „Stienz“ debütierte, das in der 1962 von Hans Magnus Enzensberger herausgegebenen Anthologie „Vorzeichen“ im Suhrkamp Verlag erschien und wenig später von den Städtischen Bühnen Frankfurt uraufgeführt wurde. Der Kontakt zum Verlag bestand bereits zuvor über Karlheinz Braun, der damals die Sparte Theaterverlag Suhrkamp leitete. Auch Michelsens folgende Stücke erschienen bei Suhrkamp und hatten ihre Uraufführung meist in Frankfurt.
In den 1970er Jahren arbeitete Michelsen überwiegend als Übersetzer und Schauspieler. Von 1973 bis 1976 war er am Stadttheater Bremerhaven beschäftigt, bevor er selbst wieder als Dramatiker in Erscheinung trat. 
Sein Sohn Jakob Arjouni (1964–2013) wurde ebenfalls Schriftsteller, er bewegte sich vornehmlich im Romanfach.

## Werke
- Stienz (1963)
- Lappschieß (1964)
- Drei Akte (1965)
- Helm (1965)
- Sein Leben (1977)
- Alltag (1978)

## Auszeichnungen
- 1963: Förderpreis des Niedersächsischen Kunstpreises, Hannover
- 1963: Förderpreis des Gerhart-Hauptmann-Preises, Berlin
- 1965: Gerhart-Hauptmann-Preis, Dramatikerpreis der Freien Volksbühne Berlin
- 1967: Literaturpreis der Stadt Bremen